# Легка атлетика на Літній універсіаді 1995
Змагання з легкої атлетики на Літній універсіаді 1995 проходили з 29 серпня по 3 вересня у Фукуоці на стадіоні «Хакатаноморі».

## Призери

### Чоловіки
| Дисципліни                | Золото                                                  | Золото     | Срібло                                                       | Срібло   | Бронза                                                                  | Бронза   |
| ------------------------- | ------------------------------------------------------- | ---------- | ------------------------------------------------------------ | -------- | ----------------------------------------------------------------------- | -------- |
| 100 метрів                | Девід Оукс США                                          | 10,28      | Обаделе Томпсон Барбадос                                     | 10,34    | Терренс Боуен США                                                       | 10,36    |
| 200 метрів                | Антуан Мейбанк США                                      | 20,46      | Дейв Допек США                                               | 20,47    | Томас Сбокос Греція                                                     | 20,75    |
| 400 метрів                | Есворт Кумбс Сент-Вінсент і Гренадини                   | 45,38      | Удеме Екпейонг Нігерія                                       | 45,57    | Дмитро Косов Росія                                                      | 45,70    |
| 800 метрів                | Езекіль Сепенг ПАР                                      | 1.47,87    | Андрес Мануель Діас Іспанія                                  | 1.48,06  | Павел Соукуп Чехія                                                      | 1.48,15  |
| 1500 метрів               | Абделькадер Чехемані Франція                            | 3.46,53    | Андреа Джоконді Італія                                       | 3.47,11  | Абдельхамід Слімані Алжир                                               | 3.47,43  |
| 5000 метрів               | Кавауті Кацухіро Японія                                 | 13.53,86   | Брахім Буламі Марокко                                        | 13.54,05 | Мауріціо Леоне Італія                                                   | 13.54,13 |
| 10000 метрів              | Ватанабе Ясуюкі Японія                                  | 28.47,78   | Стівен Маяка Кенія                                           | 28.55,02 | Габіно Аполоніо Мексика                                                 | 29.07,95 |
| 110 метрів з бар'єрами    | Йонатан Нсенга Бельгія                                  | 13,51      | Браян Еймос США                                              | 13,59    | Кшиштоф Меліх Польща                                                    | 13,66    |
| 400 метрів з бар'єрами    | Ямадзакі Кадзухіко Японія                               | 48,58      | Октавіус Террі США                                           | 48,95    | Сайто Йосіхіко Японія                                                   | 49,11    |
| 3000 метрів з перешкодами | Данієль Ньєнга Кенія                                    | 8.27,03    | Йоель Буржуа Канада                                          | 8.28,44  | Брахім Буламі Марокко                                                   | 8.35,53  |
| 4×100 метрів              | СШАТерренс Боуен Девід Оукс Пітер Харгрейвз Девід Допек | 38,96      | Велика БританіяПол Вайт Тобі Бокс Даглас Вокер Майкл Афілака | 39,39    | ІталіяАнджело Чіполлоні Алессандро Орланді Карло Ок'єна Андреа Коломбо  | 39,64    |
| 4×400 метрів              | СШАРаян Гейден Леонард Бірд Андре Морріс Антуан Мейбанк | 3.00,40 GR | РосіяІннокентій Жаров Дмитро Бей Сергій Воронін Дмитро Косов | 3.01,95  | Велика БританіяЕнтоні Вільямс Джаред Дікон Гарі Дженнінгс Девід Гріндлі | 3.02,42  |
| Ходьба 20 кілометрів      | Данієль Гарсія Мексика                                  | 1:24.11    | Джованні Перрічеллі Італія                                   | 1:24.19  | Артуро ді Мецца Італія                                                  | 1:24.33  |
| Марафон                   | Морікава Такакі Японія                                  | 2:21.32    | Патрік Мутурі Кенія                                          | 2:24.29  | Кім Кі Йон Південна Корея                                               | 2:24.43  |
| Стрибки у висоту          | Драгутін Топич Югославія                                | 2,29       | Вольфганг Крайссіг Німеччина                                 | 2,29     | Брендан Рейллі Велика Британія                                          | 2,27     |
| Стрибки з жердиною        | Іштван Бадьюла Угорщина                                 | 5,70       | Лоуренс Джонсон США                                          | 5,60     | Нуну Фернандеш Португалія                                               | 5,55     |
| Стрибки в довжину         | Кирило Сосунов Росія                                    | 8,21       | Георг Аккерманн Німеччина                                    | 8,21     | Грегор Цанкар Словенія                                                  | 8,18w    |
| Потрійний стрибок         | Андрій Куренной Росія                                   | 17,30      | Армен Мартіросян Вірменія                                    | 16,82    | Ламарк Картер США                                                       | 16,62    |
| Штовхання ядра            | Юрій Білоног Україна                                    | 19,70      | Віктор Булат Білорусь                                        | 19,69    | Торстен Гербранд Німеччина                                              | 18,88    |
| Метання диска             | Віталій Сидоров Україна                                 | 62,16      | Фріц Потгітер ПАР                                            | 61,38    | Дієго Фортуна Італія                                                    | 61,16    |
| Метання молота            | Балаж Кіш Угорщина                                      | 79,74      | Олександр Крикун Україна                                     | 77,06    | Сергій Гаврилов Росія                                                   | 75,50    |
| Метання списа             | Чжан Ляньбяо КНР                                        | 79,30      | Грегор Геглер Австрія                                        | 77,52    | Андрій Углов Україна                                                    | 76,16    |
| Десятиборство             | Деже Сабо Угорщина                                      | 8051       | Себастьян Хмара Польща                                       | 8014     | Дмитро Сухомазов Білорусь                                               | 7971     |

### Жінки
| Дисципліни             | Золото                                                                | Золото   | Срібло                                                            | Срібло   | Бронза                                                                | Бронза   |
| ---------------------- | --------------------------------------------------------------------- | -------- | ----------------------------------------------------------------- | -------- | --------------------------------------------------------------------- | -------- |
| 100 метрів             | Мелані Пашке Німеччина                                                | 11,16    | Екатеріні Тану Греція                                             | 11,30    | Мері Томбірі Нігерія                                                  | 11,43    |
| 200 метрів             | Ду Сюцзе КНР                                                          | 22,53    | Оксана Дяченко Росія                                              | 22,89    | Златка Георгієва Болгарія                                             | 23,04    |
| 400 метрів             | Олабісі Афолабі Нігерія                                               | 50,50    | Тетяна Чебикіна Росія                                             | 51,01    | Олена Рурак Україна                                                   | 51,76    |
| 800 метрів             | Стелла Йонгманс Нідерланди                                            | 2.02,13  | Світлана Твердохліб Україна                                       | 2.02,92  | Наталі Тейт Велика Британія                                           | 2.03,32  |
| 1500 метрів            | Габріела Сабо Румунія                                                 | 4.11,73  | Джулі Геннер США                                                  | 4.12,70  | Урсула Фрідман Німеччина                                              | 4.13,32  |
| 5000 метрів            | Габріела Сабо Румунія                                                 | 15.29,86 | Сільвія Соммаджо Італія                                           | 15.34,32 | Сато Юмі Японія                                                       | 15.35,28 |
| 10000 метрів           | Юлія Негуре Румунія                                                   | 32.28,25 | Аліна Текуце Румунія                                              | 32.43,38 | Кімуро Ясука Японія                                                   | 33.03,01 |
| 100 метрів з бар'єрами | Ніколь Рамалаланіріна Мадагаскар                                      | 13,02    | Олена Овчарова Україна                                            | 13,07    | Світлана Лаухова Росія                                                | 13,08    |
| 400 метрів з бар'єрами | Гайке Майсснер Німеччина                                              | 55,57    | Йонела Тирля Румунія                                              | 55,99    | Тоня Вільямс США                                                      | 56,04    |
| 4×100 метрів           | СШАШеріл Теплін Інгер Міллер Джуан Болл Кенія Волтон                  | 43,58    | РосіяНаталія Анісимова Оксана Дяченко Ольга Воронова Яна Левачова | 44,06    | НігеріяІме Акпан Тайво Аладефа Пет Ітаньї Мері Томбірі                | 44,08    |
| 4×400 метрів           | РосіяЮлія Сотникова Наталія Хрущельова Олена Андреєва Тетяна Чебикіна | 3.28,32  | СШАНіколь Грін Камара Джонс Джанін Джонс Юланда Воррен            | 3.30,25  | УкраїнаВікторія Фоменко Світлана Твердохліб Тетяна Мовчан Олена Рурак | 3.30,57  |
| Ходьба 10 кілометрів   | Аннаріта Сідоті Італія                                                | 43.22 GR | Росселла Джордано Італія                                          | 43.30    | Лариса Рамазанова Росія                                               | 43.56    |
| Марафон                | Кусакая Масако Японія                                                 | 2:53.03  | Отані Нао Японія                                                  | 2:57.09  | Крісті Кліннерт США                                                   | 2:57.29  |
| Стрибки у висоту       | Вікторія Федорова Росія                                               | 1,92     | Світлана Залевська Казахстан                                      | 1,92     | Наталія Йонкхере Бельгія                                              | 1,88     |
| Стрибки в довжину      | Вікторія Вершиніна Україна                                            | 6,76     | Шарон Яклофські Нідерланди                                        | 6,74     | Людмила Галкіна Росія                                                 | 6,55     |
| Потрійний стрибок      | Шарка Кашпаркова Чехія                                                | 14,20 GR | Людмила Дубкова Росія                                             | 13,87    | Барбара Лах Італія                                                    | 13,85    |
| Штовхання ядра         | У Сяньчунь КНР                                                        | 18,31    | Чен Сяоянь КНР                                                    | 17,95    | Коррі де Брейн Нідерланди                                             | 17,82    |
| Метання диска          | Наталія Садова Росія                                                  | 62,92    | Анья Гюндлер Німеччина                                            | 60,78    | Бао Дунін КНР                                                         | 59,30    |
| Метання списа          | Феліча Тіля Румунія                                                   | 62,16    | Клаудія Ісайла Румунія                                            | 61,74    | Лі Йон Сон Південна Корея                                             | 61,62    |
| Семиборство            | Джейн Джемісон Австралія                                              | 6123     | Мона Штайгауф Німеччина                                           | 6102     | Ірина Тюхай Росія                                                     | 5989     |

## Медальний залік
| Місце                | Країна                   | Золото | Срібло | Бронза | Загалом |
| -------------------- | ------------------------ | ------ | ------ | ------ | ------- |
| 1                    | США                      | 5      | 6      | 4      | 15      |
| 2                    | Росія                    | 5      | 5      | 6      | 16      |
| 3                    | Японія                   | 5      | 1      | 3      | 9       |
| 4                    | Румунія                  | 4      | 3      | 0      | 7       |
| 5                    | Україна                  | 3      | 3      | 3      | 9       |
| 6                    | КНР                      | 3      | 1      | 1      | 5       |
| 7                    | Угорщина                 | 3      | 0      | 0      | 3       |
| 8                    | Німеччина                | 2      | 4      | 2      | 8       |
| 9                    | Італія                   | 1      | 4      | 5      | 10      |
| 10                   | Кенія                    | 1      | 2      | 0      | 3       |
| 11                   | Нігерія                  | 1      | 1      | 2      | 4       |
| 12                   | Нідерланди               | 1      | 1      | 1      | 3       |
| 13                   | ПАР                      | 1      | 1      | 0      | 2       |
| 14                   | Бельгія                  | 1      | 0      | 1      | 2       |
| 14                   | Мексика                  | 1      | 0      | 1      | 2       |
| 14                   | Чехія                    | 1      | 0      | 1      | 2       |
| 17                   | Сент-Вінсент і Гренадини | 1      | 0      | 0      | 1       |
| 17                   | Югославія                | 1      | 0      | 0      | 1       |
| 17                   | Австралія                | 1      | 0      | 0      | 1       |
| 17                   | Мадагаскар               | 1      | 0      | 0      | 1       |
| 17                   | Франція                  | 1      | 0      | 0      | 1       |
| 22                   | Велика Британія          | 0      | 1      | 3      | 4       |
| 23                   | Білорусь                 | 0      | 1      | 1      | 2       |
| 23                   | Греція                   | 0      | 1      | 1      | 2       |
| 23                   | Марокко                  | 0      | 1      | 1      | 2       |
| 23                   | Польща                   | 0      | 1      | 1      | 2       |
| 27                   | Іспанія                  | 0      | 1      | 0      | 1       |
| 27                   | Австрія                  | 0      | 1      | 0      | 1       |
| 27                   | Барбадос                 | 0      | 1      | 0      | 1       |
| 27                   | Вірменія                 | 0      | 1      | 0      | 1       |
| 27                   | Казахстан                | 0      | 1      | 0      | 1       |
| 27                   | Канада                   | 0      | 1      | 0      | 1       |
| 33                   | Південна Корея           | 0      | 0      | 2      | 2       |
| 34                   | Алжир                    | 0      | 0      | 1      | 1       |
| 34                   | Болгарія                 | 0      | 0      | 1      | 1       |
| 34                   | Португалія               | 0      | 0      | 1      | 1       |
| 34                   | Словенія                 | 0      | 0      | 1      | 1       |
| Загалом (37 збірних) | Загалом (37 збірних)     | 43     | 43     | 43     | 129     |

## Виступ українців
До складу легкоатлетичної команди збірної України на Універсіаді ввійшло 24 атлети (13 чоловіків та 11 жінок).
| Чоловіки (13) | Чоловіки (13)                                                     | Чоловіки (13) | Чоловіки (13)    |
| Місце         | Атлет                                                             | Дисципліна    | Результат        |
| ------------- | ----------------------------------------------------------------- | ------------- | ---------------- |
| 1             | Юрій Білоног                                                      | ядро          | 19,70            |
| 1             | Віталій Сидоров                                                   | диск          | 62,16            |
| 2             | Олександр Крикун                                                  | молот         | 77,06            |
| 3             | Андрій Углов                                                      | спис          | 76,16            |
|               | Геннадій Горбенко                                                 | 400 м з/б     | 49,29 (48,92)[a] |
|               | Дмитро Колесниченко                                               | 110 м з/б     | 13,67            |
|               | Вадим Колесник                                                    | молот         | 74,34            |
|               | Валентин Кульбацький                                              | 400 м         | 45,84 (45,11 NR) |
|               | Костянтин Рурак                                                   | 100 м         | 10,70 (10,48)    |
| пф            | Олег Твердохліб                                                   | 400 м з/б     | DNF (49,70)      |
| чф            | Вадим Огій                                                        | 400 м         | DNF (47,74)      |
| —             | Валерій Чесак                                                     | марафон       | DNF              |
| —             | Олександр Богданов                                                | десятиборство | DNF              |
| —             | Геннадій Горбенко Валентин Кульбацький Вадим Огій Олег Твердохліб | 4×400 м       | DNS              |

| Жінки (11) | Жінки (11)                                                     | Жінки (11) | Жінки (11)    |
| Місце      | Атлетка                                                        | Дисципліна | Результат     |
| ---------- | -------------------------------------------------------------- | ---------- | ------------- |
| 1          | Вікторія Вершиніна                                             | довжина    | 6,76          |
| 2          | Світлана Твердохліб                                            | 800 м      | 2.02,92       |
| 2          | Олена Овчарова                                                 | 100 м з/б  | 13,07 (12,94) |
| 3          | Олена Рурак                                                    | 400 м      | 51,76         |
| 3          | Вікторія Фоменко Світлана Твердохліб Тетяна Мовчан Олена Рурак | 4×400 м    | 3.30,57       |
|            | Олена Хлусович                                                 | потрійний  | 13,75         |
|            | Алла Шилкіна                                                   | 400 м з/б  | 57,03 (56,68) |
|            | Віта Стьопіна                                                  | висота     | 1,75          |
| пф         | Ірина Пуха                                                     | 100 м      | 11,71         |
| пф         | Тетяна Мовчан                                                  | 400 м      | 53,66 (53,51) |
| пф         | Вікторія Фоменко                                               | 200 м      | 23,79 (23,73) |
| заб        | Тетяна Терещук                                                 | 400 м з/б  | DNF           |

a  У дужках вказаний більш високий результат, що був показаний на попередній стадії змагань (у забігу чи кваліфікації).